# Betazoides
Os betazoides são alienígenas criados para a série Jornada nas Estrelas — a nova geração.
São seres humanoides originários do planeta Betazed, o quinto a orbitar a estrela Beta Veldonna e o único a possuir vida naquele sistema de oito planetas. Sua constituição genética é tão semelhante à humana que cruzamentos entre as espécies são frequentes (no século 24), podendo gerar descendentes.
A mais célebre personagem híbrida (humano-betazoide) é Deanna Troi (interpretada por Marina Sirtis), cuja mãe (Lwaxanna Troi, vivida por Majel Barrett-Roddenberry) é betazoide e o pai é humano.
Um fator cultural dos betazoides que costuma chocar os humanos é que na cerimônia de casamento todos devem ficar nus, simbolizando assim que ninguém usa máscaras.
A verdade, aliás, é um traço marcante da raça. Por serem telepatas, eles não têm nada a esconder um do outro, o que resulta numa sociedade baseada na verdade.